# Daybreak Game Company
Pour les articles homonymes, voir Daybreak (homonymie).
Daybreak Game Company LLC (anciennement Sony Online Entertainment) est une société américaine de développement et d'édition de jeux vidéo fondée en 1998 et basée à San Diego, en Californie. La société est spécialisée dans les jeux en ligne massivement multijoueur pour PC et consoles PlayStation. Elle est connue pour des MMO à succès tels qu’EverQuest, EverQuest II, The Matrix Online, Star Wars Galaxies, DC Universe Online ou encore PlanetSide 2.
En 2008, leur jeu EverQuest est récompensé aux 59èmes Technology & Engineering Emmy Awards, pour avoir fait progresser le genre des jeux de rôle en ligne massivement multijoueur (MMORPG).
Le 2 février 2015, Sony vend Sony Online Entertainment. La société d'investissement Columbus Nova acquiert alors SOE et renomme la division Daybreak Game Company.
La même année, planetside 2 entre dans le Guinness record en devenant le détenteur du record du plus grand nombre de joueurs sur une seule carte.

Fin 2020, la compagnie est rachetée par le groupe d'investissement suédois Enad Global 7 (EG7) pour un montant de 300 millions d'euros.

## Histoire
L'histoire de Sony Online Entertainment commence du temps de Sony Interactive Studios America (SISA), un studio de développement formé en 1995.
John Smedley, président de l'entreprise, prend en charge, en 1996, le développement d'un jeu vidéo de rôle en ligne : le futur Everquest. Il engage pour ce faire deux développeurs, Brad McQuaid et Steve Clover, son attention ayant été attirée par leur travail sur le RPG solo Warwizard.

### Sony Online Entertainment

Sony Online Entertainment (S.O.E.)

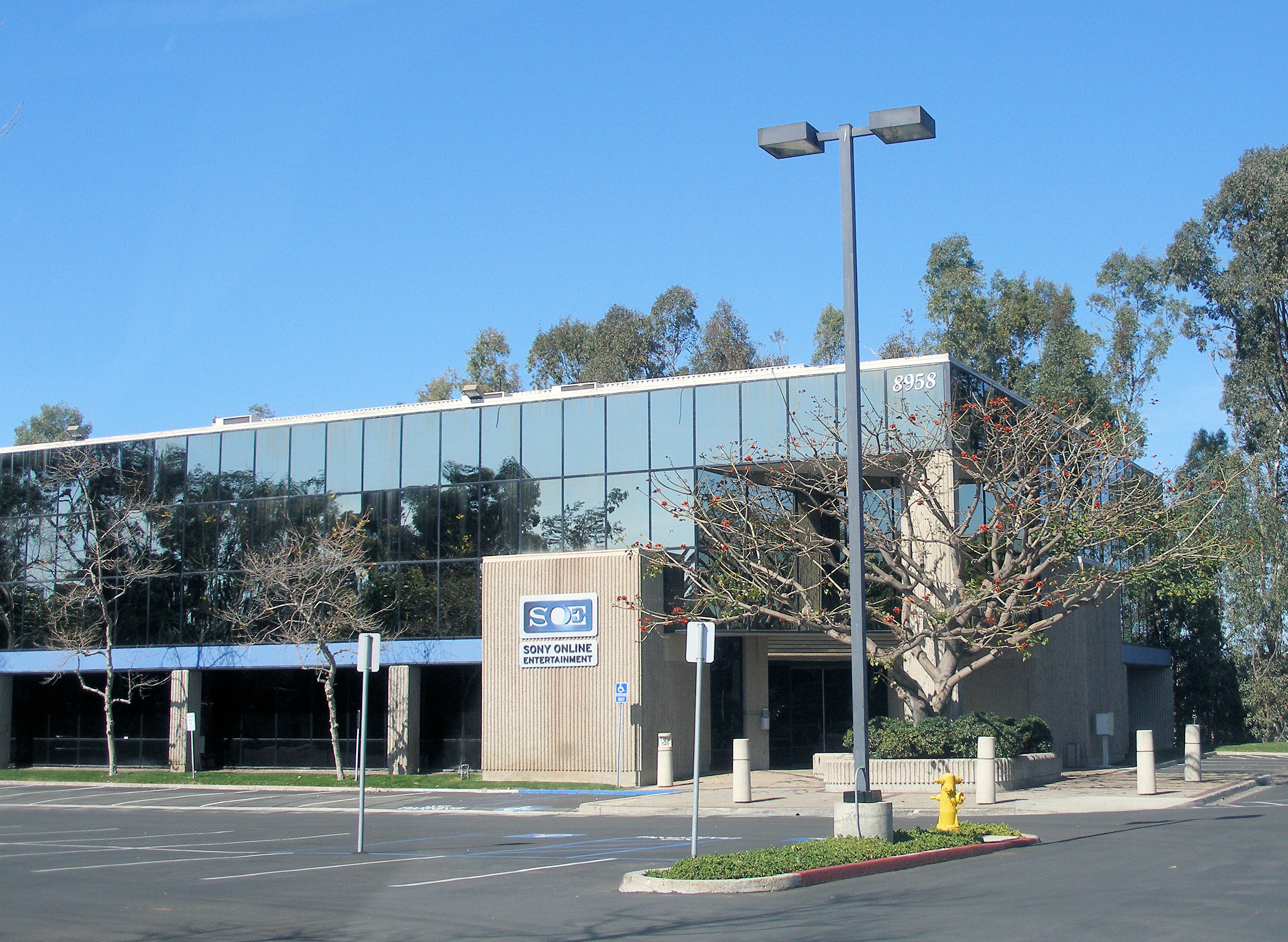
Quartier général de Sony Online Entertainment à San Diego.

Sony Online Entertainment commence ses activités en 1998, résultat d'une collaboration entre Sony Pictures Entertainment et Sony Corporation of America. En mai 2000, SOE rachète la société Verant Interactive, à l'origine d'Everquest, pour devenir Sony Online Entertainment LLC. Depuis, la société possède des studios de développement à Austin au Texas, à Seattle dans l'État de Washington et à Taïwan.
John Smedley accède au poste de président de SOE en 2006.
En février 2015, Sony Online Entertainment, division du groupe japonais Sony, est rachetée par la société d'investissement new-yorkaise Columbus Nova pour un montant non communiqué. L'entreprise est alors renommée Daybreak Game Company.

### Daybreak Game Company
Dès le rachat, SOE annonce que la compagnie va agir indépendamment et que tous les jeux de SOE resteront à leurs stades actuel de développement.

Fin 2019 à la suite de l'échec de PlanetSide Arena, le groupe se subdivise en plusieurs studios pour les franchises du studio :
- Rogue Planet Games (franchise PlanetSide Arena)
- Darkpaw Games
- Dimensional Ink
- Cold Iron Studios

En 2020, la société rachète, pour un montant non communiqué, Cold Iron Studios à l’entreprise de jeux-vidéo mobiles Scopely.
Daybreak Game Company a par la suite été racheté par le groupe Enad Global 7 "EG7" pour une somme de 300 millions de dollars (USD). Le rachat aurait normalement dû se passer dans les alentours du 17 Décembre 2020.

## Liste de jeux
| Titre                                    | Date de sortie US | Plateforme                            | Statut                                                            | Notes |
| ---------------------------------------- | ----------------- | ------------------------------------- | ----------------------------------------------------------------- | --- |
| PlanetSide Arena                         | Annulé            | Windows, PlayStation 4, Xbox One      | Annulé                                                            | |
| H1Z1                                     | 15 janvier 2015   | Windows, PlayStation 4                | Actif                                                             | Disponible sur Steam. Le jeu est racheté en 2019 par NantG et est désormais disponible sous le nom de Z1 Battle Royale (Z1BR).                                                          |
| EverQuest Next                           | Annulé            | Windows, PlayStation 4                | Annulé                                                            | |
| Landmark                                 | 10 juin 2016      | Windows                               | Annulé (les serveurs ont définitivement fermé le 21 février 2017) | En parallèle avec le développement d'EverQuest Next à la fois comme un outil de développement et un jeu autonome. Aussi connu comme Everquest Next Landmark par les joueurs de l'Alpha. |
| PlanetSide 2                             | 20 novembre 2012  | Windows                               | Actif                                                             | Disponible sur PlayStation 4 en 2015 |
| Dragon's Prophet                         | 23 septembre 2013 | Windows                               | Actif                                                             | |
| Bullet Run                               | 31 juillet 2012   | Windows                               | Fermé depuis février 2013                                         | |
| Payday: The Heist                        | 4 octobre 2011    | Windows, PlayStation 3                | Actif                                                             | Développé par Overkill Software |
| Magic: The Gathering – Tactics           | 18 janvier 2011   | Windows, PlayStation Home             | Fermé depuis le 28 mars 2014                                      | |
| DC Universe Online                       | 11 janvier 2011   | Windows, PlayStation 3, PlayStation 4 | Actif                                                             | |
| Fortune League                           | 7 janvier 2011    | Facebook                              | Actif                                                             | Développé avec Fastpoint Games |
| Star Wars: Clone Wars Adventures         | 15 septembre 2010 | Windows                               | Fermé depuis le 31 mars 2014                                      | |
| Peggle and Peggle Nights                 | 19 novembre 2009  | PlayStation Network                   | N/A                                                               | |
| Free Realms                              | 28 avril 2009     | Windows, PlayStation 3                | Fermé depuis le 31 mars 2014                                      | Disponible sur Playstation 3 |
| Bejeweled 2                              | 29 janvier 2009   | PlayStation Network                   | N/A                                                               | |
| Pirates of the Burning Sea               | 22 janvier 2008   | Windows                               | Actif                                                             | Développé indépendamment depuis février 2013. |
| Vanguard: Saga of Heroes                 | 30 janvier 2007   | Windows                               | Fermé depuis le 31 juillet 2014                                   | Co-Publié avec Sigil Games |
| Untold Legends: Dark Kingdom             | 19 novembre 2006  | PlayStation 3                         | N/A                                                               | |
| Cash Guns Chaos                          | 17 novembre 2006  | PlayStation Network                   | N/A                                                               | |
| PoxNora                                  | 1er août 2006     | Windows                               | Actif                                                             | |
| Field Commander                          | 23 mai 2006       | PSP                                   | N/A                                                               | |
| Untold Legends: The Warrior's Code       | 28 mars 2006      | PSP                                   | N/A                                                               | |
| The Matrix Online                        | 9 août 2005       | Windows                               | Fermé depuis août 2009                                            | |
| Untold Legends: Brotherhood of the Blade | 22 mars 2005      | PSP                                   | N/A                                                               | |
| Champions: Return to Arms                | 7 février 2005    | PlayStation 2                         | N/A                                                               | |
| EverQuest II                             | 8 novembre 2004   | Windows                               | Active                                                            | |
| Champions of Norrath                     | 10 février 2004   | PlayStation 2                         | N/A                                                               | |
| Lords of EverQuest                       | 12 décembre 2003  | Windows                               | N/A                                                               | Développé by Rapid Eye Entertainment |
| Zuma                                     | 12 décembre 2003  | PlayStation Network                   | N/A                                                               | Développé avec PopCap Games Frameworks |
| Star Chamber: The Harbinger Saga         | novembre 2003     | Windows                               | Fermé depuis mars 2012                                            | |
| EverQuest Online Adventures: Frontiers   | 17 novembre 2003  | PlayStation 2                         | Fermé depuis mars 2012                                            | |
| Star Wars Galaxies                       | 26 juin 2003      | Windows                               | Fermé depuis décembre 2011                                        | Publié par LucasArts. Fermé après l'arrêt de LucasArt. |
| PlanetSide                               | 20 mai 2003       | Windows                               | Fermé depuis Juin 2016                                            | |
| EverQuest Online Adventures              | 11 février 2003   | PlayStation 2                         | Fermé depuis mars 2012                                            | |
| Cosmic Rift                              | 17 avril 2001     | Windows                               | Fermé depuis mars 2012                                            | |
| Infantry                                 | octobre 1999      | Windows                               | Fermé depuis mars 2012                                            | |
| EverQuest                                | 16 avril 1999     | Windows                               | Actif                                                             | |
| Tanarus                                  | 30 novembre 1997  | Windows                               | Fermé depuis juin 2010                                            | |

## Jeux annulés
- The Agency

## Annexe